# نشانگان بی‌پلکی بزرگ‌دهانی
نشانگان بی‌پلکی بزرگ‌دهانی یا (انگلیسی: Ablepharon macrostomia syndrome) یا AMS یک اختلال ژنتیکی اتوزومال مغلوب بسیار نادر است در آن، ناهنجاری‌های جمجمه، پوست، انگشتان و اندام جنسی وجود دارد. مبتلایان به این بیماری ممکن است دارای ناهنجاری‌های نوک پستان و دیوارهٔ شکمی هم باشند.
در نوزادان مبتلا به این نشانگان، برخی از ویژگی‌های سر و صورت شامل فقدان پلک (بی‌پلکی) یا زوال پلک‌های بالایی و پایینی و همچنین نبود مژه و پیشانی، دهان بزرگ ماهی‌مانند (بزرگ‌دهانی) دیده می‌شود. در کودکان مبتلا، مشکلات یادگیری زبان و در برخی موارد کم‌توانی ذهنی هم دیده شده‌است.

## علائم بالینی اصلی
- فقدان/کوتاهی پلک
- فقدان ابرو
- فقدان مژه‌ها
- ناهنجاری‌های گوش خارجی
- ریزش مو

## درمان
درمان این سندرم بیشتر شامل جراحی پلاستیک و ترمیمی است. برای درمانِ بیضه‌های نزول‌نکرده و فتق‌ها نیز، جراحی لازم است.